# Университет Твенте
Университет Твенте (нидерл. Universiteit Twente) — нидерландский университет, расположенный в городе Энсхеде (провинция Оверэйсел). Штат университета составляет более 3800 преподавателей, исследователей и прочих сотрудников, в нём обучаются более 12900 студентов, треть из которых родом из других стран.

## История
Решение об основании Высшей технической школы Твенте, третьего вуза Нидерландов после Делфтского (1842) и Эйндховенского (1956), специализирующегося на современных технологиях, было принято в 1961 году. Первым ректором стал химик Геррит Беркхофф. В 1964 году первые четыре факультета вуза приняли первых 200 студентов. С 1986 года вуз официально носит название «Университет Твенте».
В рейтинге университетов мира на 2023 год, подготовленном компанией QS, университет Твенте занимает общее 212 место из более чем 1400 вузов, включённых в обзор. В области инженерно-технических наук университет Твенте занимает в рейтинге 96-е место. Университет Твенте неоднократно включался в список самых инновационных университетов Европы по версии Reuters, занимая 88 место в 2019, 75 в 2018, 65 в 2017, 63 в 2016.

## Факультеты и институты
Университет Твенте предлагает 20 учебных программ для студентов на первой учёной степени и 37 программ для магистров. Эти программы предлагаются в рамках следующих факультетов:
- Факультет поведенческих, управленческих и социальных наук (BMS)
- Факультет инженерной технологии (ET)
- Факультет электротехники, математики и компьютерных наук (EEMCS)
- Факультет науки и технологии (TNW)
- Факультет геоинформационной науки и наблюдения за Землёй (ITC)

## Исследовательские центры
Исследовательские центры университета Твенте занимаются новейшими технологиями: информационными, био- и нанотехнологиями, изучением взаимодействия общества и технологии. Разработки университета используются в сферах здравоохранения, жизнеспособности и жизнеобеспечения, безопасности и педагогики. Центры и лаборатории университета включают:
- MESA+, институт нанотехнологии
- TechMed Centre, Институт биомедицинских технологий и технической медицины
- Институт цифрового общества

Вместе с другими ведущими техническими университетами Нидерландов — Делфтским, Эйндховенским и Вагенингенским — университет Твенте образует так называемую Федерацию 4TU (англ. 4TU.Federation), в рамках которой осуществляется сотрудничество в исследованиях и технологических разработках.

## Студенческий городок
При университете создан большой кампус, в котором постоянно проживает свыше 2500 студентов. На территории кампуса действует более 100 предприятий, часть из которых объединены в рамках индустриального парка высоких технологий Twente Kennispark.
Учебные и исследовательские корпуса университета Твенте